# Gaediopsis lugubris
Gaediopsis lugubris är en tvåvingeart som först beskrevs av Wulp 1890.  Gaediopsis lugubris ingår i släktet Gaediopsis och familjen parasitflugor. Inga underarter finns listade i Catalogue of Life.